# فيبي بالمر
فيبي بالمر (بالإنجليزية: Phoebe Palmer)‏ هي ثيولوجية وصحفية أمريكية، ولدت في 17 ديسمبر 1807 في نيويورك في الولايات المتحدة، وتوفيت في 2 نوفمبر 1874.

## وصلات خارجية
- فيبي بالمر على موقع الموسوعة البريطانية (الإنجليزية)